# Wang Chunyu
Wang Chunyu, född 17 januari 1995, är en kinesisk friidrottare. Hon deltog vid olympiska sommarspelen 2016 och olympiska sommarspelen 2020.